# Croix-des-Bouquets (arrondissement)
Croix-des-Bouquets (Haïtiaans-Creools: Kwadèbouke) is een arrondissement van het Haïtiaanse departement Ouest, met 475.000 inwoners inwoners. De postcodes van dit arrondissement beginnen met het getal 63.
Het arrondissement Croix-des-Bouquets bestaat uit de volgende gemeenten:
- Croix-des-Bouquets (hoofdplaats van het arrondissement)
- Thomazeau
- Ganthier
- Fonds-Verrettes
- Cornillon